# Баскар Сункара
Баскар Сункара (англ. Bhaskar Sunkara; 20 червня 1989, Вайт-Плейнс) — американський публіцист, редактор-засновник журналу «Jacobin», видавець журналів «Catalyst» і «Tribune». Колишній віце-голова Демократичних соціалістів Америки.

## Біографія
Батьки Баскара мають індійське походження і переїхали до США з Тринідаду за рік до того, як він народився.
Сункара називає причинами, що підштовхнули його до політизації книжки, прочитані ним у підлітковому віці: завдяки «1984» та «Колгоспу тварин» Джорджа Орвелла у нього з'явилася цікавість до Лева Троцького, він прочитав його автобіографію та тритомну біографію, написану Ісааком Дойчером. Згодом зацікавився новими лівими, зокрема читав Ральфа Мілібенда, Перрі Андерсона й журнал «New Left Review». У 17-річному віці вступив до Демократичних соціалістів Америки й став редактором блогу молодіжної секції ДСА «The Activist».
Вивчав історію в Університеті Джорджа Вашингтона, де в нього виник задум створити «Jacobin». Після другого курсу він пропустив два семестрів через хворобу, і провів цей за читанням марксистських праць. Влітку 2010 року він готувався до повернення на навчання і створення журналу, який був запущений у вересні того ж року.
Сункара описує «Jacobin» як радикальне видання молодого покоління, не прив'язане до парадигми Холодної війни, на відміну від старіших журналів, як «Dissent» чи «New Politics». У 2018 році він купив журнал «Tribune» — старе видання, що представляло ліве крило Лейбористської партії і в якому працював Джордж Орвелл.